# Kmotr (Simpsonovi)
Kmotr (v anglickém originále A Made Maggie) je 10. díl 33. řady (celkem 716.) amerického animovaného seriálu Simpsonovi. Scénář napsala Elisabeth Kiernanová Avericková a díl režíroval Timothy Bailey. V USA měl premiéru dne 19. prosince 2021 na stanici Fox Broadcasting Company a v Česku byl poprvé vysílán 29. března 2022 na stanici Prima Cool.

## Děj
Jakmile se Simpsonovi vrátí domů ze zábavního párku s názvem Předražený svět Angelicy Buttonové, spatří dědu, který drží v náručí místo Maggie Sněhulku. Zanedlouho však na dveře zaklepe Ned Flanders, který Maggie našel a vrátí ji Simpsonovým. Během rozhovoru s Nedem se Marge zmíní, že ji ještě nepokřtili. Ned je kmotrem více než tisícovky dětí, a tak odmítá jejich žádost o kmotrovství Maggie. Marge se trápí pomyšlením, že Maggie přijde do pekla kvůli tomu, že nebyla pokřtěna.
Marge pak donutí Homera, aby pro ni šel hledat kmotra. Homer se nejprve vydá do Vočkovy hospody, kde jako nevhodné kandidáty shledá Lennyho, Carla, Vočka a Barneyho. Když nad nimi dva muži shodí klavír, zachrání je Tlustý Tony s tvrzením, že je zachránila Bohorodička. Tony se nabídne, že bude Maggiiným kmotrem, a Homer se bojí odmítnout tohoto mafiána.
Když tuto zprávu sdělí Marge, rozzlobí se kvůli postavení Tlustého Tonyho jako springfieldského zločineckého bosse, ale Tony zasype Maggie dárky a zdá se, že má o její blaho opravdový zájem.
Ve springfieldském kostele dojde ke křtu a Tlustý Tony je jmenován Maggiiným kmotrou. Noháč a Louie se stanou chůvou Maggie, zatímco Maggie se začne chovat jako šéfka. Johnny „Kamennej ksicht“ a ostatní mafiáni se obávají, že Tony měkne, což se jim nelíbí. Společně plánují Tonyho vraždu, ale Louie s Noháčem se nakonec rozhodnou stát na Tonyho straně, čímž zradí Johnnyho, který se reálně o vraždu pokusí – neúspěšně.
Marge se začne obávat Tonyho vlivu na Maggie, ale Tony trvá na tom, že ze zločineckého byznysu odchází. Když si on sám uvědomí, že se nedokáže změnit, rozhodne se nadále nebýt Maggiiným kmotrem.

## Přijetí

### Sledovanost
Ve Spojených státech díl během premiéry sledovalo 3,9 milionu diváků.

### Kritika
Tony Sokol z webu Den of Geek ohodnotil díl pěti hvězdičkami z pěti a napsal: „Scénář Elisabeth Kiernanové Averickové je vybroušený a přeplněný jednoduchými i šíleně originálními gagy. ‚Kvůli tomuhle jsem zdrhnul z lochu?‘ říká poskok, když pohřbívá špinavou plenu. A tento pohřeb je stejně detailní, provedený a živý jako Tommyho pohřby v Mafiánech. Když jeden z party musí zamlžit už tak záhadný gangsterský jazyk, protože je přítomno dítě, řekne: ‚Co kdybychom mu udělali bebí na mozku a poslali dělat hají navždycky,‘ a i to je příliš pro Tonyho, který se dožaduje odpovědi: ‚Tak sprostou hubou dáváš polibky smrti?‘ Vážně, každá hláška je skvělá a obraty jako ‚založit poctivej poctivej podnik‘ jsou vznešené.“
Marcus Gibson z Bubbleblabberu ohodnotil tuto epizodu sedmi body z deseti a uvedl: „Celkově je Kmotr nabídka, kterou se nevyplatí odmítnout. Její komedie hodná zasmání a zábavná zápletka pomáhají vytvořit další snesitelnou epizodu, která pokračuje v konzistentním průběhu 33. řady. Ačkoli mi vadí její kanonické problémy týkající se Tlustého Tonyho. Navíc by bylo vhodnější, kdyby byla vydána dříve v době, kdy měl Kmotr status popularity. Bez ohledu na to je to vhodný způsob, jak Simpsonovi uzavřeli rok 2021 na správné vlně.“